# Annica Liljeblad
Helga Annica Liljeblad, ogift Duell, född  30 augusti 1962 i Råda församling i Göteborgs och Bohus län, är en svensk skådespelare.
Annica Liljeblad har sedan barndomen spelat teater i olika sammanhang och startade sin karriär som TV-hallåa och programledare på SVT och TV4. Bland annat ledde hon fram till våren 1998 eftermiddagsprogrammet Emmas hus i TV4.
År 2012 gjorde hon ett karriärskifte och utbildade sig till skådespelare. Sedan dess har hon bland annat medverkat i The Square, regisserad av Ruben Östlund, nominerad till Guldpalmen i Cannes 2017 och Oscar för bästa internationella långfilm 2018.
År 2019 flyttade Liljeblad till Los Angeles där hon bland annat medverkat i filmatiseringen av Justine Batemans debutfilm Violet tillsammans med Olivia Munn och Justin Theroux samt i Greg Pritikins film Swedish Erotica med Richard Roundtree och Adam Goldberg. I Sverige medverkade hon bland annat i TV-serierna Fartblinda, Solsidan, Partisan och Maria Wern – Som skuggor under 2019–2021.
Dessutom medverkade hon i nyfilmatiseringen av Black Beauty med bland andra Kate Winslet som spelades in i Sydafrika hösten 2019.
Annica Liljeblad gifte sig 1990 med Anders Liljeblad (född 1959).

## Filmografi (i urval)
Källa: 

- 2014 – Inte som på film
- 2016 – Jag älskar dig – En skilsmässokomedi
- 2016 – Tjuvjägaren
- 2017 – The Square
- 2017 – Para knas
- 2019 – Den inre cirkeln (TV-serie)
- 2019 – Fartblinda (TV-serie)
- 2019 – Solsidan (TV-serie)
- 2020 – Black Beauty
- 2020–2022 – Partisan (TV-serie)
- 2021 – Maria Wern – Som skuggor
- 2021 – Beck – Döden i Samarra
- 2021 – Violet
- 2021 – Mäklarna (TV-serie)
- 2021 – Hallberg (TV-serie)
- 2021 – Knutby (TV-serie)
- 2022 – Fiktiv granskning – En grävande historia
- 2022 – Feed
- 2023 – En dag och en halv